# Knipowitschia
A Knipowitschia a csontos halak (Osteichthyes) főosztályának a sugarasúszójú halak (Actinopterygii) osztályába, ezen belül a sügéralakúak (Perciformes) rendjébe, a gébfélék (Gobiidae) családjába és a Gobiinae alcsaládjába tartozó nem.

## Rendszerezés
A nembe az alábbi 17 faj tartozik:
- Knipowitschia byblisia Ahnelt, 2011
- Knipowitschia cameliae Nalbant & Otel, 1995
- kaukázusi törpegéb (Knipowitschia caucasica) (Berg, 1916)
- Knipowitschia caunosi Ahnelt, 2011
- Knipowitschia croatica Mrakovic, Kerovec, Misetic & Schneider, 1996
- Knipowitschia ephesi Ahnelt, 1995
- Knipowitschia goerneri Ahnelt, 1991
- Knipowitschia iljini Berg, 1931
- hosszúfarkú géb (Knipowitschia longecaudata) (Kessler, 1877) - típusfaj
- Knipowitschia mermere Ahnelt, 1995
- Knipowitschia milleri (Ahnelt & Bianco, 1990)
- Knipowitschia montenegrina Kovacic & Sanda, 2007
- Knipowitschia mrakovcici Miller, 2009
- velencei folyamigéb (Knipowitschia panizzae) (Verga, 1841)
- Knipowitschia punctatissima (Canestrini, 1864)
- Knipowitschia radovici Kovacic, 2005
- Knipowitschia thessala (Vinciguerra, 1921)